# M/Y Tärnan
M/Y Tärnan är en svensk motoryacht, som konstruerades av Henning Forslund och Carl Albert Fagerman. Hon byggdes 1928 på Sjöexpress varv i Lidingö och såldes på auktion 1932 till Kustartilleriet i Vaxholm. Hon användes som officersbåt. Kustartilleriet utrangerade henne 1965, varefter hon såldes, troligen 1968.